# Stafford (stacja kolejowa)
Stafford – stacja kolejowa w Stafford, w hrabstwie Staffordshire, w Anglii. Znajdują się tu 3 perony.